# キムンカムイ
『キムンカムイ』は三枝義浩による日本の漫画作品。『週刊少年マガジン』で1999年12号から51号まで連載された。「キムンカムイ」とはアイヌ語で「山の神」という意味で、アイヌ民族がヒグマを山の神として崇めていたことに由来する。『週刊少年マガジン』反戦・医療問題のドキュメント系読切漫画を描いていた三枝にとって同誌上で唯一の連載作品である。

## あらすじ
主人公・片瀬遼は連休を利用し幼馴染み二人と一緒に北海道の黒土山へ釣りに出かける。しかし雨による川の増水で釣りを諦め、近くの小屋で休憩をしていたところ、そこで撮影をしていたテレビクルーと合流する。仲間が一人怪我をしていたことと雨が止む気配がないことから山小屋で一晩過ごすことになる。そして翌朝、テレビクルーの一人が行方不明となる。発見したカメラの映像にはヒグマに引きずられるテレビクルーの死体の姿があった。

## 登場人物
- 主人公グループ：片瀬遼、松本幸雄、中竹宏斗
- テレビクルーグループ：沢田、井上、近藤、片山、福田、野田、小川、金沢、中野、高木、川口、原
- 大学生グループ：恵、田村、堀、栄子
- 殺人犯：菊沢隆二
- 猟友会：長老

## 単行本
少年マガジンコミックスより全4巻。
1. ISBN 978-4-06-312716-4
2. ISBN 978-4-06-312717-1
3. ISBN 978-4-06-312740-9
4. ISBN 978-4-06-312798-0